# مبین (فلسفه)
((مُ) [ع .] (اِفا) واضح کننده، آشکار کننده.) (به انگلیسی: Apophantic) (به فرانسوی: Apophantique)، این اصطلاح ارسطوئی به قضیه‌ای گفته می‌شود که قابل صدق و کذب باشد. چنین قضیه‌ای را از این جهت خبری گویند که محمول آن توضیح دهنده موضوع است. الفاظِ لاتین دال بر این معنی (یعنی لفظ فرانسوی و انگلیسی آن) علاوه بر معنی خبر، دال بر بخشی از منطق است که کار آن بحث در مبحث حکم است.
از حیث لغوی مبین نور و روشنی بخش مطالب است و دارای مراتب و ذاتاً ظاهر و آشکار است و روشنی بخش غیر خود.
مبین نام عربی، به معنی آشکار، خورشید، روشنایی است.  